# Cuidados paliativos
Los cuidados paliativos son aquellos cuidados que centran su atención en los enfermos terminales, es decir, aquellos cuya expectativa de vida es relativamente corta por causa de una enfermedad que no responde a los tratamientos curativos.
Están enfocados en lograr la máxima calidad de vida y actividad en los pacientes terminales, sin intentar acortar ni alargar la vida, procurando el alivio del dolor y otros síntomas estresantes. Además, integran los aspectos psicológicos y espirituales en la aplicación de los cuidados, considerando activamente a la familia del paciente, tanto durante el proceso como en el duelo.
Los cuidados paliativos incluyen no solo los tratamientos médicos y farmacológicos que se dan a los pacientes terminales, sino que también todas las atenciones del equipo interdisciplinario: psicológicas, de enfermería, sociales, de terapia ocupacional y pastorales. Los cuidados paliativos no adelantan ni retrasan la muerte, sino que constituyen un verdadero sistema de apoyo y soporte integral para el paciente y su familia.

## Definiciones
Definición de la International Association for Hospice and Palliative Care
"Los cuidados paliativos son la asistencia activa, holística, de personas de todas las edades con sufrimiento severo relacionado con la salud debido a una enfermedad grave, y especialmente de quienes están cerca del final de la vida. Su objetivo es mejorar la calidad de vida de los pacientes, sus familias y sus cuidadores".
Definición del Instituto Nacional del Cáncer (Estados Unidos)
"El cuidado paliativo es la atención que se brinda para mejorar la calidad de vida de los pacientes de una enfermedad grave o potencialmente mortal. La meta del cuidado paliativo es prevenir o tratar lo más rápidamente posible los síntomas de una enfermedad, los efectos secundarios del tratamiento de una enfermedad y los problemas psicológicos, sociales y espirituales relacionados con una enfermedad o su tratamiento. También se llama cuidado de alivio, cuidado médico de apoyo, y tratamiento de los síntomas".
"Los cuidados paliativos son un concepto de la atención al paciente que incluye a profesionales de la salud y a voluntarios que proporcionan apoyo médico, psicológico y espiritual a enfermos terminales y a sus seres queridos. Los cuidados paliativos ponen el énfasis en la calidad de vida, es decir, en la paz, la comodidad y la dignidad. Una de las metas principales de los cuidados paliativos es el control del dolor y de otros síntomas para que el paciente pueda permanecer lo más alerta y cómodo posible. Los servicios de cuidados paliativos están disponibles para personas que ya no pueden beneficiarse de los tratamientos curativos; el paciente típico de cuidados paliativos tiene un pronóstico de vida de 6 meses o menos. Los programas de cuidados paliativos proporcionan servicios en varias situaciones: en el hogar, en centros de cuidados paliativos, en hospitales o en establecimientos capacitados para asistir enfermos. Las familias de los pacientes son también un enfoque importante de los cuidados paliativos, y los servicios están diseñados para proporcionarles la asistencia y el apoyo que necesitan".
Declaración de la Organización Médica Colegial de España
En la declaración sobre La atención médica al final de la vida de la Organización Médica Colegial de España, se recoge la existencia de una demanda social —motivada entre otras causas por el envejecimiento de la población—, la necesidad de procurar una mejor calidad de vida al enfermo terminal así como el reto de formar a los profesionales en cuidados paliativos. Se indica que:
"Todas las personas tienen derecho a una asistencia sanitaria de calidad, científica y humana. Por tanto, recibir una adecuada atención médica al final de la vida no debe considerarse un privilegio, sino un auténtico derecho".
Y se finaliza el documento con el siguiente texto,
"Los cuidados que un pueblo presta a sus ciudadanos más frágiles es un exponente de su grado de civilización. En este esfuerzo colectivo, los médicos, fieles a nuestra mejor tradición humanística y humanitaria, siempre deberemos estar comprometidos".
Definición de la OMS
"Los Cuidados Paliativos son un modo de abordar la enfermedad avanzada e incurable que pretende mejorar la calidad de vida tanto de los pacientes que afrontan una enfermedad como de sus familias, mediante la prevención y el alivio del sufrimiento a través de un diagnóstico precoz, una evaluación adecuada y el oportuno tratamiento del dolor y de otros problemas tanto físicos como psicosociales y espirituales".
Los cuidados paliativos afirman la vida y consideran la muerte como un proceso natural: ni la aceleran ni la retrasan. Se administran para mantener la mejor calidad de vida posible hasta la muerte
Los cuidados paliativos y por extensión los equipos de cuidados paliativos
- proporcionan alivio al dolor y a otros síntomas;
- defienden la vida (son “vitalistas”), pero contemplan la muerte como un proceso natural;
- no intentan acelerar ni posponer el fallecimiento;
- incorporan los aspectos psicológico y espiritual en la atención al paciente;
- proporcionan un apoyo para ayudar a los pacientes a mantener hasta el fallecimiento, dentro de sus limitaciones, el mayor nivel de actividad;
- ofrecen su ayuda a la familia a lo largo del proceso de la enfermedad y, luego, en el duelo;
- trabajan en equipo para resolver el conjunto de necesidades del paciente y de sus familiares incluido, cuando es preciso, el apoyo en el duelo;
- no solo pretenden mejorar la calidad de vida, sino que pueden influir también de manera positiva en el curso de la enfermedad;
- se pueden aplicar de manera temprana en la evolución de la enfermedad asociados a otros tratamientos como la quimioterapia y la radioterapia, dirigidos a prolongar la supervivencia, y abarcan también los estudios encaminados a comprender y a tratar de manera más adecuada las complicaciones que puedan afectar al paciente".

## Historia
La filosofía de los cuidados paliativos comenzó en Londres en los años 1970 y rápidamente se extendió, primero por el mundo anglosajón, y luego por Europa, Norteamérica, Latinoamérica, Africa, Mediterráneo Oriental, Asia y otros regiones.
Los cuidados paliativos recuperan la forma más profunda de comprender y atender al paciente terminal que late en la medicina. Son respuestas al descontento de los profesionales y de la sociedad que estaban ignorando necesidades claves de alivio del sufrimiento para el enfermo avanzado e incurable y para su familia. Necesidades que habían quedado escondidas quizá detrás de la búsqueda de progreso científico y de los avances técnicos que la medicina ha experimentado en el siglo XX.
Los cuidados paliativos comienzan en Londres, alrededor de 1970, cuando la doctora Cicely Saunders (Premio Templeton en 1981) promueve un primer centro médico dedicado a la atención de enfermos terminales que será referencia para todo el mundo. En sus orígenes es patente la esencia profundamente cristiana de los cuidados paliativos. Así se explica en el acta fundacional de este primer centro de paliativos: 
"El St. Christopher's Hospice está basado en la fe cristiana en Dios, a través de Cristo. Su objetivo es expresar el amor de Dios a todo el que llega, y de todas las maneras posibles; en la destreza de la enfermería y los cuidados médicos, en el uso de todos los conocimientos científicos para aliviar el sufrimiento y malestar, en la simpatía y entendimiento personal, con respeto a la dignidad de cada persona como hombre que es, apreciada por Dios y por los hombres. Sin barreras de raza, color, clase o credo".

## Práctica de los cuidados paliativos y sus características

### Objetivos de los cuidados paliativos
Los objetivos de los cuidados paliativos son éstos:
- Controlar el dolor (a veces es tomada como referencia la escalera analgésica de la OMS) y controlar otros síntomas del paciente.
- Atender al paciente en todos sus aspectos, no sólo físicos.
- Soporte de la familia en sus necesidades.
- Soporte del equipo cuidador del paciente.

Explicándolo con más detalle:
1. Control de síntomas; de forma particular el dolor. En un programa de cuidados paliativos los síntomas son el primer objetivo en una estrategia terapéutica, pero no el único, ni con frecuencia, el objetivo más difícil de conseguir. En cualquier caso los profesionales han de ser expertos en control sintomático, ya que es frecuente que estos pacientes tengan síntomas múltiples e intensos, multifactoriales y muy cambiantes. Por ejemplo, dolor, disnea, náuseas y vómitos, excitación, depresión, heridas que no cicatrizan bien, etc.
2. Prestar a los pacientes una atención personalizada e integral que abarque todos las esferas afectadas por la enfermedad: aspectos psicoemocionales, comunicación, información, asistencia espiritual, con participación activa del enfermo).
3. Servir de soporte a la familia y facilitar al paciente la relación y la comunicación dentro de su medio familiar. El programa de paliativos debe contar con recursos suficientes para atender las necesidades o problemas sociales del enfermo y la familia.
4. Mantener a los profesionales que realizan el trabajo de cuidar al paciente en condiciones óptimas, evitando el desgaste emocional y otras repercusiones psicológicas negativas.

### Características propias de los cuidados paliativos
Las características propias de los cuidados paliativos son éstas:
- Atiende a los pacientes y familias.
- El equipo que atiende es interdisciplinar: médicos, enfermeras, psicólogos, trabajadores sociales, asistentes pastorales y personal voluntario.
- Los tratamientos son de intención paliativa, incluyendo aminorar el estrés y las preocupaciones de la familia y los pacientes.
- Se integra y se suma con otras especialidades y terapias médicas.
- Se intenta que la asistencia esté siempre disponible.

Explicándolo más detalladamente:
Algunos entienden los cuidados paliativos como una nueva filosofía, un nuevo modo-de-hacer en medicina. Realmente, la novedad existe sólo en un sentido relativo. Muchos profesionales de la medicina siempre, también en los últimos tiempos, han actuado de acuerdo con ese proceder. Los cuidados paliativos representan una novedad sólo a nivel institucional. Es decir, supone novedad desde el momento en el que han surgido y se han desarrollado iniciativas o políticas sanitarias, programas específicos, equipos especializados, hospitales, unidades, etc.
Las características peculiares del sistema de cuidados paliativos, que le diferencian del sistema tradicional de atención al enfermo en situación terminal, serían las siguientes:
- En este tipo de asistencia la unidad de cuidado está constituida por el paciente más la familia. Es esencial incluir a la familia completa para conseguir que la atención al paciente sea la mejor posible.
- El equipo de asistencia es multidisciplinar: médicos, enfermeras, psicólogos, trabajadores sociales, asistentes pastorales y personal voluntario.
- Por la situación terminal de enfermedad en la que se encuentran los pacientes que reciben cuidados paliativos, los tratamientos empleados frente al dolor y demás síntomas físicos serán principalmente de intención paliativa. Además, el equipo debe proporcionar el soporte necesario para vencer el estrés psicosocial y aminorar las preocupaciones que afectan a la familia y a la mayoría de los pacientes.
- Casi por definición, por su carácter interdisciplinar y por estar centrada en el paciente, la medicina paliativa es integradora y no supone una exclusión de otros especialistas ni de tratamientos activos que tengan la misma intención paliativa y miren primordialmente por el bienestar del paciente. Por subrayar la novedad o diferencia de los cuidados paliativos en los comienzos, esta característica integradora ha podido no estar patente. Modernamente, reflejando el mayor interés en las especialidades relacionadas, especialmente en Geriatría y Oncología, la medicina paliativa se ha incluido en ellas con denominaciones más amplias como “cuidados al final de la vida” o “cuidados continuados en oncología”.
- Los cuidados paliativos suponen donde se implantan un cierto cambio estructural para proporcionar garantías de asistencia paliativa al enfermo terminal en el momento y también en el lugar que se necesite, y con las características habituales en cuidados paliativos: atención global por un equipo interdisciplinar y que siempre incluya a la familia.

## Unidades de administración de cuidados paliativos
Manteniendo la filosofía de los cuidados paliativos y según las peculiares características de cada cultura, se han desarrollado diversas unidades o modelos de asistencia. Hay que insistir en que no son excluyentes entre sí y que, en la mayoría de los casos, representan actuaciones complementarias.
Las principales serían las siguientes:
- Unidades móviles de apoyo intrahospitalario;
- Unidades intrahospitalarias de cuidados paliativos;
- Casas de reposo para pacientes terminales (hospice);
- Unidades hospitalarias diurnas;
- Equipos de control ambulatorio y de atención domiciliaria.

Analizándolas más extensamente, pueden ser:
- Centros Monográficos u Hospices: centros dedicados exclusivamente al cuidado de enfermos en situación terminal. Un Hospice tiene características peculiares que le diferencian de otros hospitales: horarios ininterrumpidos de visitas, tolerancia para permitir visitas de familiares de poca edad o incluso animales domésticos, decoración cálida y distribución apropiada de las habitaciones, etc. Los Hospices se han desarrollado principalmente en Gran Bretaña.
- Unidades de Cuidados Paliativos en Hospitales. Puede tratarse de equipos especializados en cuidados paliativos que, sin poseer camas propias, actúan por todo el hospital. En algunos centros se han denominado Equipos de Soporte Hospitalario o Unidad Funcional Interdisciplinar Hospitalaria. En otros casos, sí se constituyen como sección independiente con un determinado número de camas y zona de hospitalización separada. El primer modelo, las llamadas Unidades Funcionales, se adoptan cada vez en más hospitales de enfermos agudos dentro de los servicios de Oncología. Está demostrado que son una excelente forma de desarrollo inicial de los programas de paliativos, obteniendo en poco tiempo importantes resultados en cuanto a aumento de la calidad de asistencia y mejor utilización de recursos (estancias hospitalarias, consultas a Urgencias, fallecimientos en domicilio, etc.). En algunos hospitales oncológicos se prefiere contar con el segundo modelo, o sea, con una Unidad o Servicio de Cuidados Paliativos con una estructura física propia. Lógicamente un importante número de Unidades de Paliativos se sitúan en centros socio-sanitarios y hospitales de media o larga estancia.
- Equipos de Cuidados Domiciliarios o de Soporte de Atención Primaria: en muchos casos suponen el complemento o continuación de los cuidados recibidos en un hospital o una unidad de Cuidados Paliativos. En el marco de un sistema público de salud siempre son equipos en estrecha conexión con los servicios de Atención Primaria (médico de cabecera, pediatra[10] y enfermera). En Estados Unidos se han desarrollado extensamente, partiendo en muchos casos de iniciativas privadas. En Gran Bretaña y España se han desarrollado gracias especialmente al empuje inicial de Organizaciones No Gubernamentales. Estos equipos pueden ser específicos y atender solo enfermos avanzados y terminales o atender también enfermos con patologías que les permitan vivir en sus domicilios, como los pacientes ancianos con enfermedades crónicas o pacientes encamados por diversos motivos.
- Centros de Día de Cuidados Paliativos: son unidades de atención al paciente en situación terminal, ubicadas generalmente en un hospital o en un Hospice, a las que el paciente acude durante un día para evaluación o para recibir un tratamiento o cuidado concreto. Regresa en el mismo día a su domicilio. Se han desarrollado de un modo particular en Inglaterra. El enfermo acude durante unas horas, una o dos veces por semana y además de la consulta con el especialista y también con cualquier otro miembro del equipo de cuidados, ese mismo día puede ser atendido por el psicólogo, el sacerdote, el fisioterapeuta… o participar en algunas de las terapias ocupacionales disponibles. También se realizan ajustes de tratamiento o tratamientos más invasivos para el control de los síntomas, si se necesita (drenaje de líquidos acumulados, transfusión, terapias por vía parenteral, etc.).
- Sistemas integrales. Cuando todos los posibles niveles de asistencia están dotados con recursos específicos para cuidados paliativos y coordinados, hablamos de sistemas integrales. El médico de familia sigue siendo siempre el responsable de la asistencia de cada paciente, pero cuenta con un equipo de ayuda en el domicilio en caso de necesidad o para trabajar coordinadamente. De esta manera la mayor parte de los pacientes terminales podrán ser atendidos habitualmente en su domicilio. Cuando sea necesaria la hospitalización por sobrevenir un problema social o por precisar asistencia continuada, un equipo de un centro sociosanitario podrá autorizar el ingreso del enfermo. Es la solución más adecuada y en nuestro país[¿cuál?] existen ya varias comunidades que desarrollan sistemas integrales.
- Asistencia Profesional en cuidados paliativos a domicilio. Los mismos son llevados a cabo en la comodidad del hogar por profesional capacitado para tal fin.
- Psicoterapia psicodélica. Se han hecho estudios del uso supervisado de psilocibina para el tratamiento de la ansiedad asociada a estados terminales. En estos estudios, pacientes terminales con cáncer han mostrado una reducción de los síntomas de ansiedad y depresión.[11]

## Visiones y opiniones sobre el derecho a morir con dignidad y los cuidados paliativos
El llamado "derecho a morir con dignidad" ha dominado el debate bioético contemporáneo relacionado con el final de la vida humana.
La Iglesia Católica acepta y apoya el uso de los cuidados paliativos.
Muchos de los autores que abogan por el derecho a una "muerte digna", entienden que éste incluye el derecho a disponer de la propia vida y, en su caso, practicar la eutanasia o el suicidio médicamente asistido, basándose para ello en el respeto a la libertad individual o autonomía del paciente. Se afirma, así, que nadie tendría derecho a imponer la obligación de seguir viviendo a una persona que, en razón de un sufrimiento extremo, ya no lo desea. De acuerdo con esta línea de pensamiento, en situaciones verdaderamente extremas, la eutanasia y la asistencia al suicidio representarían actos de compasión; negarse a su realización podría suponer una forma de maleficencia.
La fuerza de esta línea de argumentación aumenta, en la medida en que el contacto con pacientes en situaciones límite lleva a los profesionales de la salud y familiares a comprender la problemática existencial que subyace a las solicitudes de eutanasia y asistencia al suicidio. Las estadísticas actualmente disponibles en Holanda, primer país en despenalizar la práctica de la eutanasia, plantea la respuesta alternativa que ofrece la Medicina Paliativa. Esta respuesta de la medicina paliativa presupone un abordaje integral del enfermo terminal, en sus diferentes dimensiones: física, psicológica, espiritual y social. Supone, además, considerar el acto de morir como un "acto humano". En este contexto, surgen algunos principios morales que parecen ser especialmente relevantes en la atención de pacientes moribundos, pues permiten resguardar la dimensión ética del morir. La Medicina paliativa podría ofrecer un modelo de atención de la salud con un potencial innovador, capaz de conducir a la medicina contemporánea a un cambio de "paradigma": desde una medicina dominada por la lógica del "imperativo tecnológico", hacia una medicina verdaderamente personalista.
Para Enric Benito, médico experto en paliativos y docente, es necesario garantizar unos buenos cuidados paliativos que deberían incluirse en la formación de los médicos y otros profesionales sanitarios. La ausencia de cuidados paliativos provoca que ni la mitad de los enfermos son atendidos adecuadamente generando un extraordinario sufrimiento. Además considera que la eutanasia o el suicidio asistido solo evitan el sufrimiento al 1 % o el 2 % de ciudadanos por lo que la prioridad es extender al 100 % de la población afectada los cuidados paliativos.